# Fakhreddine Ben Youssef
Fakhreddine Ben Youssef (Tunis, 21 de junho de 1991) é um futebolista profissional tunisiano que atua como meia.

## Carreira
Fakhreddine Ben Youssef representou o elenco da Seleção Tunisiana de Futebol no Campeonato Africano das Nações de 2013.
Em 28 de junho de 2018 Fakhreddine Ben Youssef apontou o golo 2.500 da história dos mundiais de futebol contra o Panamá.